# Bataille de Frauenfeld
 (mars 2025).
Guerre de la deuxième coalition
Batailles
La bataille de Frauenfeld s’est tenu le 25 mai 1799 et a vu l’Armée francaise soutenu par des forces helvétiques sous commande du général Masséna s’imposer face aux troupes autrichiennes du Saint-Empire menées par l’archiduc d’Autriche, Charles.

## Contexte
L’actuelle suisse est occupée par la France depuis 1798 et s’y établit un gouvernement pro-révolutionnaire, la République helvétique. Ainsi, au début de la guerre de la deuxième coalition, les troupes françaises du général André Masséna assisté par le général Soult opèrent sur le sol suisse. 
Après les défaites de la bataille de Feldkirch et de la première bataille de Stockach, les Français doivent se retirer et abandonner la Suisse orientale. Poursuivis par deux armées autrichiennes commandées par le général Friedrich von Hotze et l'Archiduc Charles. Ils cherchent à unir ces deux armées le plus rapidement possible. Le 22 mai 1799, l'avant-garde de l'armée de l'archiduc atteint Frauenfeld, où elle s'arrête attendre l'armée du général Hotze. Le 24 mai, l’avant-garde de la deuxième armée rejoint également Frauenfeld. Dès lors, environ 3 000 soldats autrichiens stationnent en attendant le gros des forces de l’armée du Saint-Empire.
Apprenant qu’une partie de l’armée autrichienne est esseulée, le général Masséna, stationné à Winterthour, décide d’attaquer par surprise ce groupe de soldats en infériorité numérique par rapport aux forces françaises. Il envoie alors quatre bataillons français, deux bataillons helvètes, une compagnie de tireurs d'élite helvètes, cinq escadrons de hussards et huit canons sous les ordres du général Charles Oudinot et du général suisse Augustin Keller à la rencontre de l'ennemi. Le général Soult suit en retrait avec trois autres bataillons français et trois bataillons helvètes, prêt à intervenir.

## Bataille
Le 25 mai vers 5 heure, les troupes françaises fortes des plus de 10 000 hommes atteignent Frauenfeld, une ville suisse du canton de Thurgovie à 32 km au nord de Zurich. L’avant-garde autrichienne est rapidement contraint à battre en retraite. Pourtant à 9 heure, les renforts du général van Hotze se joignent à la bataille, c’est alors 6 bataillons qui débarquent sur le flanc gauche français. Les soldats de Oudinot se retrouvent en infériorité numérique mais résistent face aux 22 000 Autrichiens, mal organisés. En parallèle, le reste des troupes françaises attaque l’armée de van Hotze, restée derrière la Thur. 
Vers 19 heure, les troupes autrichiennes de Frauenfeld battent en retraite et regagnent leur armée qui vient également de battre en retraite face aux troupes de Masséna.

### Pertes
Les pertes franco-suisses s’élèvent à 230 tués et 570 blessés. Les pertes autrichiennes sont bien plus importantes : 750 tués, 1 450 blessés et 3000 soldats fait prisonnier dont 74 officiers. Du côté des officiers autrichiens, le colonel Christoph Karl von Piacsek (en) périt de ses blessures quelques jours après le combat. Côté franco-suisse, le commandant-chef Johann Weber meurt durant la bataille. Les Autrichiens perdent environ 2 000 hommes dans la bataille, dont la plupart ont été faits prisonniers, et 2 canons.

## Conséquences
Grâce à cette victoire, les troupes franco-suisses retournent la situation à leur avantage. Avant la bataille, les Français étaient en déroutes et poursuivent par une armée autrichienne plus grande en nombre. Au contraire, à la suite de cet affrontement, les Français se retrouvent confortés dans leurs positions et les Autrichiens doivent se réformer et réorganiser avant de pouvoir continuer leur offensive.